# 梦幻模拟战 Mobile
《梦幻模拟战》是紫龙游戏制作发行的战略角色扮演游戏，为梦幻模拟战系列作品之一。
游戏对应iOS、Android和Windows平台，于2018年8月在中国大陆正式营运，随后在全球发布了多个语言版本。

## 简介
游戏开始的时间点为《梦幻模拟战V》结束150年后，主角马修为《梦幻模拟战IV》主角兰迪乌斯的后代。

## 系统

### 战斗系统

#### 英雄与士兵
本作每个战斗单位占位一格。
除部分关卡外，每个单位均为一名英雄与十名士兵组成的部队。两个单位发生战斗后，将根据22名个体的攻防数值和战斗动作得出结果。

#### 技能
本作没有MP系统，技能采用冷却制，每个单位携带技能数量有限。

#### 装备
本作的装备可以互换，但有职业限制。

#### 职业
本作沿袭系列传统的转职系统，并和原作一样，需要消耗稀有道具“魔导石”。

#### 佣兵
本作共有步、枪、骑、飞水、弓刺、僧魔六种兵营。

#### 神契
本作共有九种来自北欧神话的召唤神。

### 游戏系统

#### 时空裂缝
此处收录了梦幻模拟战1到5代的主线剧情关卡，但只能使用玩家自己的人物出战，其中一代和二代的剧情为摘要形式。

### 门扉彼端
4.5周年起推出的原创剧情，在5周年后成为新的主线。关卡中不能使用玩家自己的人物出战。

#### 秘境
各种活动和挑战关卡。

#### 竞技场
分为普通、世界和巅峰三种，前一种为人机对战，后两种为玩家间实时对战。
巅峰竞技场分为积分赛和季后赛，每赛季积分排位前512名的玩家可以获得额外奖励，排名前256的玩家将进入小组赛，从小组赛胜出的16名玩家将进行淘汰赛。

## 音乐

### 主题曲
由岩垂德行为手游制作的各个大陆主界面音乐，均为进行曲。
- 启程（艾路萨莉亚大陆）
- 同行（伊雷斯大陆）
- 新生（盖尔帕伊斯大陆）
- Toywar（托伊瓦尔大陆）

### 歌曲
- Blood Blade -光と闇の彼方に-（歌：奥井雅美）
- Forgotten Memories（歌：Raon Lee）
- Radiance Legion- Errant Knights 2019 Vocal Mix（歌：小寺可南子）
- 奇迹的誓言（歌：柿原彻也&西田望见）
- 冷光之刃（歌：祈Inory）
- 生命之息（歌：梦璟SAYA）
- 砂之舞女（歌：顾弦）
- 高阶萌妹成长指南（歌：Hanser）
- FIGHT FOUR YOU（歌：图特哈蒙）
- 黎明的祷歌（歌：呦猫UNEKO）
- 新生のアリア（歌：yurisa）
- 划破长空的战歌（歌：呦猫UNEKO）
- Salvation（歌：梁多一）
- 不灭的光（歌：青山吉能）
- Till We End The Day（音乐制作&演唱：大无限乐团）
- RERISE（音乐制作&演唱：BACK-ON）

## 书籍
- 《夢幻模擬戰 公式設定集》
- 《ラングリッサー モバイル 公式アートブック －英雄スキン コレクション－》

## 人物

### 主要角色
- 马修
- 格尼尔
- 艾梅达
- 杰克船长

### 艾路萨莉亚大陆
- 安杰丽卡
- 杰西卡
- 波赞鲁
- 泽瑞达
- 艾拉斯卓
- 尤利娅
- 阿卡娅
- 怀特·茜茜

### 伊雷斯大陆
- 谜之骑士
- 伊露希亚
- 雷因法魯斯（伪）
- 希琳卡
- 奥利弗
- 梅露帕妮
- 红月之王
- 文森特
- 海伦娜
- 克洛泰尔
- 罗泽希尔
- μ
- α
- ε
- 超越之人

### 盖尔帕伊斯大陆

#### 混沌势力
- 维坦
- 醒觉者
- 神降者

#### 伊利西恩
- 洛维奈尔大帝
- 方舟圣女
- 铁血总帅
- 卡洛莉安
- 朱利安
- 光佑使徒
- 琼&康娜
- 壳中少女

#### 星舰城
- 维尔纳
- 玛丽安蒂尔
- 月之执政官
- 漂逐斗客

#### 鹤野
- 梓
- 胧
- 辉夜

#### 法拉
- 丽莎
- 裘达
- 洛斯塔姆

#### 兰契
- 里奥贝克
- 席恩

#### 诺伦
- 亚德凯摩
- 格伦希尔
- 阿玛迪斯
- 萨格尼

### 门扉
- 伊莉丝
- 尤弥尔
- 赛利卡

### 托伊瓦尔大陆
- 罗兰
- 普蕾西娅
- 奈米娅
- 安德里奥
- 艾希恩
- 霍夫曼
- 伊索尔德
- 杰斯
- 帕特里夏
- 古恩
- 泰兰提尔
- 塔布莉丝
- 塞拉菲娜
- 薇莉娅
- 恩雅

### 正传角色

#### 一代
- 贝蒂
- 雷丁
- 娜姆
- 克丽丝
- 兰斯
- 蕾蒂西亚

#### 二代
- 艾尔文
- 莉亚娜
- 雪莉
- 利昂
- 巴恩哈特
- 拉娜
- 伊梅尔达
- 埃格贝尔特
- 巴尔加斯
- 索尼娅
- 海恩
- 斯科特
- 利斯塔
- 珞加
- 基斯
- 阿伦
- 利亚特
- 艾米莉亚
- 女神化身（杰西卡）

#### 三代
- 迪哈尔特
- 露娜
- 蒂亚莉丝
- 古巨拉
- 杰利奥鲁&蕾拉
- 亚鲁特缪拉
- 法娜
- 莉法妮
- 银狼
- 弗拉基亚
- 艾玛林克
- 索菲亚
- 雾风
- 芙蕾雅
- 路因
- 皮耶鲁
- 迪欧斯
- 安娜

#### 四代
- 蕾伽尔
- 威拉
- 兰迪乌斯
- 兰芳特
- 妮丝蒂尔
- 基扎洛夫
- 安洁丽娜
- 雪露法妮尔
- 塞蕾娜

#### 五代
- 克拉蕾特
- 维拉玖
- 欧米伽
- 西格玛
- 拉姆达
- 雷因法鲁斯
- 布琳达
- 阿尔弗雷德

### 外传角色

#### 转生
- 阿雷斯
- 梅雅
- 丽可丽丝
- 蕾娜塔
- 罗莎莉娅
- 诺埃米
- 弗洛朗蒂娅
- 燕
- 降生之光（杰西卡）
- 玛丽埃尔
- 希尔达
- 沃尔纳
- 托娃
- 帕希尔
- 卢克蕾蒂娅
- 奥托克拉托四世
- 修杰特
- 克里斯蒂安妮
- 古斯塔夫
- 米歇尔
- 艾尔玛
- 凯尔蒂斯

#### 千年纪WS
- 席昂
- 缇雅娜
- 阿莉娅
- 伊莉娅
- 玛卡艾拉
- 塞姆
- 鲁克曼
- 阿布沙伊特
- 蕾贝尔
- 沙里克

### 联动角色

#### 空之轨迹
- 艾丝蒂尔（配音：神田朱未）
- 约修亚（配音：斋贺光希）
- 玲（配音：悠木碧）
- 莱恩哈特（配音：绿川光）
- 奥利维尔（配音：子安武人）
- 科洛丝（配音：皆口裕子）

#### 樱花大战
- 真宫寺樱（配音：横山智佐）
- 神崎堇（配音：富泽美智惠）
- 爱丽丝（配音：西原久美子）

#### 幽游白书
- 浦饭幽助（配音：佐佐木望）
- 飞影（配音：桧山修之）
- 藏马（配音：绪方惠美）
- 户愚吕兄弟（配音：玄田哲章&铃木胜美）
- 桑原和真（配音：千叶繁）

#### 罗德斯岛战记
- 蒂德莉特（配音：冬马由美）
- 亚修拉姆（配音：神谷明）
- 帕恩（配音：草尾毅）
- 比萝蒂丝（配音：玉川砂记子）

#### 闪之轨迹3
- 黎恩（配音：内山昂辉）
- 阿瑞安赫德（配音：久川绫）
- 亚尔缇娜（配音：水濑祈）

#### OVERLORDⅢ
- 安兹·乌尔·恭（配音：日野聪）
- 雅儿贝德（配音：原由实）
- 夏提雅（配音：上坂堇）

#### 魔神英雄传
- 战部渡（配音：田中真弓）
- 忍部火美子（配音：林原惠）
- 剑部武一郎（配音：西村知道）

#### 魔神坛斗士
- 真田辽（配音：草尾毅）
- 迦游罗（配音：胜生真沙子）
- 羽柴当麻（配音：竹村拓）

#### 战场女武神
- 塞贝莉雅（配音：大原沙耶香）
- 亚莉希雅（配音：井上麻里奈）
- 伊莎拉（配音：桑岛法子）

#### pop子和pipi美的日常
- 古巨拉（配音：水树奈奈&能登麻美子）

#### 银魂
- 坂田银时（配音：杉田智和）
- 神乐（配音：钉宫理惠）
- 志村新八（配音：阪口大助）

#### 黎之轨迹
- 亚妮艾丝（配音：伊藤美来）
- 艾蕾因（配音：斋藤千和）
- 范恩（配音：小野大辅）

#### 光明之响
- 桑妮雅（配音：濑户麻沙美）
- 雾香（配音：早见沙织）
- 爱克雪拉（配音：水树奈奈）

#### 秀逗魔导士
- 莉娜（配音：林原惠）
- 杰路刚帝士（配音：绿川光）
- 高里（配音：松本保典）

#### 强殖装甲
- 深町晶（配音：野岛健儿）
- 阿卡菲尔（配音：松本保典）
- 卷岛颚人（配音：小西克幸）

#### 上尉密令
（无配音，仅有街机音效）
- 突击队长&天才婴儿
- 小刀马克&忍者Ginzu

#### 死或生6
- 玛莉·萝丝（配音：相泽舞）
- 女天狗（配音：佐藤朱）
- 霞（配音：桑岛法子）

#### 妖精的尾巴
- 露西（配音：平野绫）
- 艾露莎（配音：大原沙耶香）
- 纳兹（配音：柿原彻也）

## 游戏沿革

### Ver 1.0
2018年8月2日正式实装，等级上限60。主线剧情的舞台为艾路萨莉亚大陆。

### Ver 2.0
2019年8月15日正式实装，等级上限70。主线剧情的舞台为伊雷斯大陆。

### Ver 3.0
2021年8月26日正式实装。主线剧情的舞台为盖尔帕伊斯大陆（前半）。

### Ver 4.0
2022年8月25日正式实装。主线剧情的舞台为盖尔帕伊斯大陆（后半）。

### Ver 5.0
2023年8月3日正式实装。主线剧情完结。故事转移至“门扉彼端”中的托伊瓦尔大陆。

### Ver 6.0
2024年8月8日正式实装。主线剧情为“门扉彼端”中的托伊瓦尔回响。

### 64 bit
2025年5月22日，游戏引擎从32位升级为64位。

## 评价
- App Store
  - “2019年年度精选”——年度趋势奖[1]
  - 人气策略游戏（2021年2月18日至今）[2]
- Google Play
  - 日本区：「ベスト オブ 2019」——エキサイティング部門賞[3]